# 자사그
자사그(몽골어: ᠵᠠᠰᠠᠭ jasaγ, 한국 한자: 札薩克 찰살극)는 청나라 지배 당시 몽골 및 복드 칸국에서 행정구역인 기(코슌)를 다스리는 수장이었다. 자사그의 작위는 몽골 왕공족들이 세습했으며, 그들 중 상당수가 칭기스 칸의 후손이었다. 자사그가 아닌 몽골귀족은 "술라" 또는 "호히타이지"라고 했다.